# Società Sportiva Calcio Napoli 1979-1980
Questa voce raccoglie le informazioni riguardanti la Società Sportiva Calcio Napoli nelle competizioni ufficiali della stagione 1979-1980.

## Organigramma societario
Area direttiva
- Presidente: Corrado Ferlaino
- Capo Ufficio stampa: Carlo Iuliano

Area tecnica
- Allenatore: Luís Vinício poi Angelo Sormani

## Stagione
Per questa stagione 1979-1980 viene riconfermato sulla panchina partenopea Luís Vinício. Un Napoli che dispone di una forte difesa, con 20 reti subite risulta una delle migliori difese del torneo, ma fragile in attacco dove si segna con il contagocce, reparto dove viene rimpianto Beppe Savoldi che è tornato al Bologna, il miglior realizzatore stagionale è Giuseppe Damiani con 12 reti, delle quali 4 in campionato, 6 in Coppa Italia e 2 in Coppa UEFA. Con 28 punti in classifica il Napoli si è piazzato all'undicesimo posto. A tre giornate dal termine del torneo il presidente Corrado Ferlaino ha esonerato l'allenatore Luis Vinicio, sostituituendolo con un altro grande ex giocatore partenopeo Angelo Benedicto Sormani. 

Uno sconsolato Oscar Damiani, neoacquisto della stagione e di ritorno a Napoli dopo sei anni, qui nella deludente trasferta del 14 ottobre 1979 sul campo dei futuri scudettati dell'; sullo sfondo, Andrea Agostinelli, altro nuovo arrivo dell'annata

. Lo scudetto è stato vinto dall'Inter con 41 punti davanti alla Juventus con 38 punti, ma fatti extra-sportivi hanno rivoluzionato la classifica, lo scandalo del calcio scommesse ha mandato in Serie B per la prima volta nella sua storia il Milan che si era piazzato al terzo posto, e la Lazio che si era salvata. Meno pesante la condanna di Bologna, Avellino e Perugia, che sono state penalizzate con 5 punti da scontare nella prossima stagione. Nella Coppa Italia il Napoli vince il settimo girone di qualificazione, giocato prima del campionato, poi cede il passo alla Ternana nel doppio confronto dei Quarti di Finale. In Coppa UEFA la squadra partenopea supera nel primo turno i greci dell'Olympiakos, poi nei Sedicesimi di Finale cede il passaggio agli Ottavi ai belgi dello Standard di Liegi.

## Divise
| Casa | Trasferta |

## Rosa
| N. |                   | Ruolo | Calciatore                      |
| -- | ----------------- | ----- | ------------------------------- |
|    | Italia (bandiera) | P     | Luciano Castellini              |
|    | Italia (bandiera) | P     | Pasquale Fiore                  |
|    | Italia (bandiera) | D     | Mauro Bellugi                   |
|    | Italia (bandiera) | D     | Giuseppe Bruscolotti (Capitano) |
|    | Italia (bandiera) | D     | Vittorio Caporale               |
|    | Italia (bandiera) | D     | Moreno Ferrario                 |
|    | Italia (bandiera) | D     | Raimondo Marino                 |
|    | Italia (bandiera) | D     | Vincenzo Marino                 |
|    | Italia (bandiera) | D     | Attilio Tesser                  |
|    | Italia (bandiera) | D     | Giuseppe Volpecina              |
|    | Italia (bandiera) | C     | Andrea Agostinelli              |

| N. |                   | Ruolo | Calciatore         |
| -- | ----------------- | ----- | ------------------ |
|    | Italia (bandiera) | C     | Roberto Badiani    |
|    | Italia (bandiera) | C     | Costanzo Celestini |
|    | Italia (bandiera) | C     | Mario Guidetti     |
|    | Italia (bandiera) | C     | Erasmo Lucido      |
|    | Italia (bandiera) | C     | Giovanni Improta   |
|    | Italia (bandiera) | C     | Claudio Vinazzani  |
|    | Italia (bandiera) | A     | Antonio Capone     |
|    | Italia (bandiera) | A     | Oscar Damiani      |
|    | Italia (bandiera) | A     | Roberto Filippi    |
|    | Italia (bandiera) | A     | Gaetano Musella    |
|    | Italia (bandiera) | A     | Walter Speggiorin  |

## Calciomercato
| Acquisti | Acquisti           | Acquisti          | Acquisti   |
| R.       | Nome               | da                | Modalità   |
| -------- | ------------------ | ----------------- | ---------- |
| C        | Andrea Agostinelli | Lazio             | definitivo |
| C        | Roberto Badiani    | Lazio             | prestito   |
| D        | Mauro Bellugi      | Bologna           | definitivo |
| A        | Giuseppe Damiani   | Genoa             | definitivo |
| C        | Mario Guidetti     | Lanerossi Vicenza | definitivo |
| C        | Giovanni Improta   | Catanzaro         | definitivo |
| C        | Erasmo Lucido      | Nocerina          | definitivo |
| A        | Gaetano Musella    | Padova            | definitivo |
| A        | Walter Speggiorin  | Perugia           | definitivo |

| Cessioni | Cessioni           | Cessioni  | Cessioni     |
| R.       | Nome               | a         | Modalità     |
| -------- | ------------------ | --------- | ------------ |
| C        | Domenico Caso      | Inter     | definitivo   |
| D        | Sauro Catellani    | Udinese   | comproprietà |
| C        | Valerio Majo       | Catanzaro | definitivo   |
| A        | Claudio Pellegrini | Avellino  | prestito     |
| C        | Livio Pin          | Udinese   | definitivo   |
| A        | Giuseppe Savoldi   | Bologna   | definitivo   |
| C        | Pellegrino Valente | Avellino  | definitivo   |

## Risultati

### Serie A

#### Girone di andata
| Ascoli Piceno 16 settembre 1979 1ª giornata | Ascoli         | 0 – 0 referto | Napoli | Stadio Cino e Lillo Del Duca (23 272 spett.)\| Arbitro: \| Pieri (Genova) \| |
| Arbitro:                                    | Pieri (Genova) |               |        |                                                                              |

| Napoli 23 settembre 1979 2ª giornata | Napoli        | 0 – 0 referto | Cagliari | Stadio San Paolo (58 221 spett.)\| Arbitro: \| Lops (Torino) \| |
| Arbitro:                             | Lops (Torino) |               |          |                                                                 |

| Firenze 30 settembre 1979 3ª giornata | Fiorentina         | 0 – 0 referto | Napoli | Stadio Comunale (40 549 spett.)\| Arbitro: \| Michelotti (Parma) \| |
| Arbitro:                              | Michelotti (Parma) |               |        |                                                                     |

| Arbitro: | Mattei (Macerata) |

|                           |           |  |
| Lucido 4’ Damiani 6’, 69’ | Marcatori |  |

| Arbitro: | Pieri (Genova) |

|               |           |  |
| Altobelli 61’ | Marcatori |  |

| Arbitro: | Barbaresco (Cormons) |

|                    |           |                  |
| Damiani 82’ (rig.) | Marcatori | 71’ (rig.) Rossi |

| Arbitro: | Longhi (Roma) |

|            |           |  |
| Scirea 13’ | Marcatori |  |

| Arbitro: | Benedetti (Roma) |

|  |           |             |
|  | Marcatori | 77’ Valente |

| Arbitro: | Menicucci (Firenze) |

|            |           |  |
| Speggiorin | Marcatori |  |

| Arbitro: | Longhi (Roma) |

|                     |           |                        |
| Ferrario 66’ (aut.) | Marcatori | 65’ Filippi 75’ Marino |

| Arbitro: | Reggiani (Bologna) |

|               |           |  |
| Cinquetti 72’ | Marcatori |  |

| Arbitro: | Ciulli (Roma) |

|            |           |  |
| Capone 37’ | Marcatori |  |

| Napoli 16 dicembre 1979 13ª giornata | Napoli            | 0 – 0 referto | Lazio | Stadio San Paolo (50 969 spett.)\| Arbitro: \| Mattei (Macerata) \| |
| Arbitro:                             | Mattei (Macerata) |               |       |                                                                     |

| Bologna 30 dicembre 1979 14ª giornata | Bologna          | 0 – 0 referto | Napoli | Stadio Comunale (23 124 spett.)\| Arbitro: \| Casarin (Milano) \| |
| Arbitro:                              | Casarin (Milano) |               |        |                                                                   |

| Arbitro: | Prati (Parma) |

|           |           |              |
| Tesser 8’ | Marcatori | 47’ Nicolini |

#### Girone di ritorno
| Arbitro: | Panzino (Catanzaro) |

|                   |           |  |
| Tesser 90’ (rig.) | Marcatori |  |

| Arbitro: | Redini (Pisa) |

|              |           |  |
| Brugnera 50’ | Marcatori |  |

| Napoli 27 gennaio 1980 18ª giornata | Napoli        | 0 – 0 referto | Fiorentina | Stadio San Paolo (47 056 spett.)\| Arbitro: \| Ciulli (Roma) \| |
| Arbitro:                            | Ciulli (Roma) |               |            |                                                                 |

| Roma 3 febbraio 1980 19ª giornata | Roma               | 0 – 0 referto | Napoli | Stadio Olimpico (52 467 spett.)\| Arbitro: \| Michelotti (Parma) \| |
| Arbitro:                          | Michelotti (Parma) |               |        |                                                                     |

| Arbitro: | Bergamo (Livorno) |

|                                              |           |                                          |
| Pasinato 32’ (aut.) Improta 35’ Guidetti 81’ | Marcatori | 19’, 32’ Muraro 57’ Altobelli 71’ Baresi |

| Arbitro: | Longhi (Roma) |

|             |           |  |
| Casarsa 53’ | Marcatori |  |

| Napoli 2 marzo 1980 22ª giornata | Napoli               | 0 – 0 referto | Juventus | Stadio San Paolo (65 701 spett.)\| Arbitro: \| Barbaresco (Cormons) \| |
| Arbitro:                         | Barbaresco (Cormons) |               |          |                                                                        |

| Arbitro: | Pieri (Genova) |

|                          |           |                              |
| De Ponti 42’, 51’ (rig.) | Marcatori | 27’, 63’ Capone 37’ Guidetti |

| Udine 23 marzo 1980 24ª giornata | Udinese       | 0 – 0 referto | Napoli | Stadio Friuli (12 059 spett.)\| Arbitro: \| Lops (Torino) \| |
| Arbitro:                         | Lops (Torino) |               |        |                                                              |

| Arbitro: | Michelotti (Parma) |

|  |           |           |
|  | Marcatori | 52’ Bigon |

| Arbitro: | Terpin (Trieste) |

|                          |           |  |
| Improta 51’ Guidetti 63’ | Marcatori |  |

| Torino 13 aprile 1980 27ª giornata | Torino           | 0 – 0 referto | Napoli | Stadio Comunale (28 604 spett.)\| Arbitro: \| Lanese (Messina) \| |
| Arbitro:                           | Lanese (Messina) |               |        |                                                                   |

| Arbitro: | Barbaresco (Cormons) |

|                  |           |                    |
| Garlaschelli 13’ | Marcatori | 39’ (rig.) Improta |

| Arbitro: | Longhi (Roma) |

|             |           |             |
| Damiani 70’ | Marcatori | 17’ Dossena |

| Arbitro: | Lops (Torino) |

|                           |           |  |
| Palanca 40’ Bresciani 46’ | Marcatori |  |

### Coppa Italia

#### Settimo Girone
| Arbitro: | Mattei (Macerata) |

|             |           |                               |
| Zandoli 35’ | Marcatori | 28’ Ferrario 81’, 85’ Damiani |

| 26 agosto 1979 2ª giornata |  | – Turno riposo Napoli |  |  |

| Arbitro: | Reggiani (Bologna) |

|                                   |           |  |
| Speggiorin 32’ Damiani 78’ (rig.) | Marcatori |  |

| Arbitro: | Bergamo (Livorno) |

|            |           |             |
| Zanone 27’ | Marcatori | 50’ Filippi |

| Arbitro: | Benedetti (Roma) |

|                        |           |                |
| Damiani 27’ Lucido 82’ | Marcatori | 16’, 31’ Piras |

#### Quarti di Finale
| Arbitro: | Lops (Torino) |

|                         |           |                    |
| Damiani 45’, 76’ (rig.) | Marcatori | 61’ (aut.) Badiani |

| Arbitro: | Benedetti (Roma) |

|             |           |  |
| De Rosa 30’ | Marcatori |  |

### Coppa UEFA
| Arbitro: | Aldinger |

|                                    |           |  |
| Damiani 26’ (rig.) Agostinelli 89’ | Marcatori |  |

| Arbitro: | Wurtz |

|               |           |  |
| Karavitis 33’ | Marcatori |  |

| Arbitro: | Guruceta Muru |

|                                   |           |            |
| Riedl 47’ Sigurvinsson 57’ (rig.) | Marcatori | 29’ Capone |

| Arbitro: | Prokop |

|             |           |           |
| Damiani 79’ | Marcatori | 40’ Riedl |

## Statistiche

### Statistiche di squadra
| Competizione | Punti | In casa | In casa | In casa | In casa | In casa | In casa | In trasferta | In trasferta | In trasferta | In trasferta | In trasferta | In trasferta | Totale | Totale | Totale | Totale | Totale | Totale | DR |
| Competizione | Punti | G       | V       | N       | P       | Gf      | Gs      | G            | V            | N            | P            | Gf           | Gs           | G      | V      | N      | P      | Gf     | Gs     | DR |
| ------------ | ----- | ------- | ------- | ------- | ------- | ------- | ------- | ------------ | ------------ | ------------ | ------------ | ------------ | ------------ | ------ | ------ | ------ | ------ | ------ | ------ | -- |
| Serie A      | 28    | 15      | 5       | 7       | 3       | 14      | 9       | 15           | 2            | 7            | 6            | 6            | 11           | 30     | 7      | 14     | 9      | 20     | 20     | 0  |
| Coppa Italia | -     | 3       | 2       | 1       | 0       | 6       | 3       | 3            | 1            | 1            | 1            | 4            | 3            | 6      | 3      | 2      | 1      | 10     | 6      | +4 |
| Coppa UEFA   | -     | 2       | 1       | 1       | 0       | 3       | 1       | 2            | 0            | 0            | 2            | 1            | 3            | 4      | 1      | 1      | 2      | 4      | 4      | 0  |
| Totale       | -     | 20      | 8       | 9       | 3       | 23      | 13      | 20           | 3            | 8            | 9            | 16           | 36           | 40     | 11     | 17     | 12     | 34     | 30     | +4 |

### Andamento in campionato
| Giornata  | 1 | 2 | 3 | 4 | 5 | 6 | 7 | 8  | 9 | 10 | 11 | 12 | 13 | 14 | 15 | 16 | 17 | 18 | 19 | 20 | 21 | 22 | 23 | 24 | 25 | 26 | 27 | 28 | 29 | 30 |
| --------- | - | - | - | - | - | - | - | -- | - | -- | -- | -- | -- | -- | -- | -- | -- | -- | -- | -- | -- | -- | -- | -- | -- | -- | -- | -- | -- | -- |
| Luogo     | T | C | T | C | T | C | T | C  | C | T  | T  | C  | C  | T  | C  | C  | T  | C  | T  | C  | T  | C  | T  | T  | C  | C  | T  | T  | C  | T  |
| Risultato | N | N | N | V | P | N | P | P  | V | V  | P  | V  | N  | N  | N  | V  | P  | N  | N  | P  | P  | N  | V  | N  | P  | V  | N  | N  | N  | P  |
| Posizione | 2 | 7 | 7 | 4 | 7 | 7 | 9 | 12 | 9 | 7  | 13 | 11 | 7  | 8  | 6  | 3  | 7  | 7  | 9  | 12 | 13 | 12 | 12 | 12 | 12 | 11 | 11 | 10 | 10 | 10 |

Fonte: http://calcio-seriea.net/allenatori_squadra/1979/819/
Legenda:

Luogo: C = Casa; T = Trasferta. Risultato: V = Vittoria; N = Pareggio; P = Sconfitta.

### Statistiche dei giocatori
| Giocatore         | Serie A  | Serie A | Serie A     | Serie A    | Coppa Italia | Coppa Italia | Coppa Italia | Coppa Italia | Coppa UEFA | Coppa UEFA | Coppa UEFA  | Coppa UEFA | Totale   | Totale | Totale      | Totale     |
| Giocatore         | Presenze | Reti    | Ammonizioni | Espulsioni | Presenze     | Reti         | Ammonizioni  | Espulsioni   | Presenze   | Reti       | Ammonizioni | Espulsioni | Presenze | Reti   | Ammonizioni | Espulsioni |
| ----------------- | -------- | ------- | ----------- | ---------- | ------------ | ------------ | ------------ | ------------ | ---------- | ---------- | ----------- | ---------- | -------- | ------ | ----------- | ---------- |
| A. Agostinelli    | 9        | 0       | ?           | ?          | 6            | 0            | ?            | ?            | 4          | 1          | ?           | ?          | 19       | 1      | ?           | ?          |
| R. Badiani        | 4        | 0       | ?           | ?          | 1            | 0            | ?            | ?            | 1          | 0          | ?           | ?          | 6        | 0      | ?           | ?          |
| M. Bellugi        | 26       | 0       | ?           | ?          | 4            | 0            | ?            | ?            | 4          | 0          | ?           | ?          | 34       | 0      | ?           | ?          |
| F. Bomben         | -        | -       | -           | -          | 1            | 0            | ?            | ?            | 1          | 0          | ?           | ?          | 2        | 0      | 0+          | 0+         |
| G. Bruscolotti    | 22       | 0       | ?           | ?          | 3            | 0            | ?            | ?            | 2          | 0          | ?           | ?          | 27       | 0      | ?           | ?          |
| A. Capone         | 19       | 3       | ?           | ?          | 2            | 0            | ?            | ?            | 3          | 1          | ?           | ?          | 24       | 4      | ?           | ?          |
| V. Caporale       | 9        | 0       | ?           | ?          | 4            | 0            | ?            | ?            | 3          | 0          | ?           | ?          | 16       | 0      | ?           | ?          |
| L. Castellini     | 30       | -19     | ?           | ?          | 6            | -6           | ?            | ?            | 4          | -4         | ?           | ?          | 40       | -29    | ?           | ?          |
| C. Celestini      | 4        | 0       | ?           | ?          | 1            | 0            | ?            | ?            | 1          | 0          | ?           | ?          | 6        | 0      | ?           | ?          |
| G. Damiani        | 20       | 4       | ?           | ?          | 5            | 6            | ?            | ?            | 3          | 2          | ?           | ?          | 28       | 12     | ?           | ?          |
| M. Ferrario       | 30       | 0       | ?           | ?          | 6            | 1            | ?            | ?            | 4          | 0          | ?           | ?          | 40       | 1      | ?           | ?          |
| R. Filippi        | 26       | 1       | ?           | ?          | 4            | 1            | ?            | ?            | 1          | 0          | ?           | ?          | 31       | 2      | ?           | ?          |
| P. Fiore          | 2        | -1      | ?           | ?          | -            | -            | -            | -            | -          | -          | -           | -          | 2        | -1     | 0+          | 0+         |
| M. Guidetti       | 21       | 3       | ?           | ?          | 6            | 0            | ?            | ?            | 1          | 0          | ?           | ?          | 28       | 3      | ?           | ?          |
| G. Improta        | 21       | 3       | ?           | ?          | 6            | 0            | ?            | ?            | 2          | 0          | ?           | ?          | 29       | 3      | ?           | ?          |
| E. Lucido         | 5        | 1       | ?           | ?          | 2            | 1            | ?            | ?            | 3          | 0          | ?           | ?          | 10       | 2      | ?           | ?          |
| R. Marino         | 7        | 1       | ?           | ?          | 1            | 0            | ?            | ?            | 2          | 0          | ?           | ?          | 10       | 1      | ?           | ?          |
| V. Marino         | 2        | 0       | ?           | ?          | 1            | 0            | ?            | ?            | 1          | 0          | ?           | ?          | 4        | 0      | ?           | ?          |
| G. Musella        | 14       | 0       | ?           | ?          | 1            | 0            | ?            | ?            | 1          | 0          | ?           | ?          | 16       | 0      | ?           | ?          |
| W. Speggiorin (I) | 23       | 1       | ?           | ?          | 5            | 1            | ?            | ?            | 2          | 0          | ?           | ?          | 30       | 2      | ?           | ?          |
| A. Tesser         | 27       | 2       | ?           | ?          | 6            | 0            | ?            | ?            | 4          | 0          | ?           | ?          | 37       | 2      | ?           | ?          |
| C. Vinazzani      | 29       | 0       | ?           | ?          | 6            | 0            | ?            | ?            | 3          | 0          | ?           | ?          | 38       | 0      | ?           | ?          |
| G. Volpecina      | 3        | 0       | ?           | ?          | -            | -            | -            | -            | -          | -          | -           | -          | 3        | 0      | 0+          | 0+         |